# Gonzalo Pereira
Gonzalo Pereira, vollständiger Name Gonzalo Martín Pereira Dos Santos, (* 20. Januar 1997 in Artigas oder Montevideo) ist ein uruguayischer Fußballspieler.

## Karriere

### Verein
Der 1,64 Meter große Offensivakteur Pereira gehörte seit 2010 der Nachwuchsabteilung des Danubio FC an. Am 2. April 2016 debütierte er für die Profimannschaft der Montevideaner in der Primera División, als er von Trainer Pablo Gaglianone am 7. Spieltag der Clausura beim 1:1-Unentschieden gegen den Racing Club de Montevideo in der 84. Spielminute für Alejandro Peña eingewechselt wurde. Insgesamt bestritt er in der Spielzeit 2015/16 sechs Erstligapartien (kein Tor). Während der Saison 2016 kam er nicht in der Liga zum Einsatz.

### Nationalmannschaft
Pereira spielte 2015 in der uruguayischen U-18-Nationalmannschaft. 2016 gehörte er einer Vorauswahl des U-20-Nationalteams Uruguays an.